# Libnotes (Libnotes) viridicolor
Libnotes (Libnotes) viridicolor is een tweevleugelige uit de familie steltmuggen (Limoniidae). De soort komt voor in het Australaziatisch gebied.